# Amon Amarth (grup)
Amon Amarth és un grup de melodic death metal de temàtica vikinga provinent de Tumba, un suburbi d'Estocolm (Suècia) fundat l'any 1992.

## Biografia
El grup s'originà d'un projecte anterior, Scum, que sonava grindcore fundat l'any 1988. Per a la nova formació escullen el nom Amon Amarth, que en llengua Sindarin identifica la poderosa muntanya del destí descrita per J.R.R. Tolkien a El Senyor dels Anells. Els components del grup en aquell moment foren:
- Johan Hegg - Veu
- Olavi Mikkonen - Guitarra
- Anders Hansson - Guitarra
- Ted Lundström - Baix
- Nico Kaukinen - Bateria

Influenciats fortament per la Mitologia Nòrdica a més dels estils Death i Black Metal, graven la seva primera demo l'estiu del 1993, malgrat que la qualitat d'aquesta gravació, Thor Arise, fa que mai vegi la llum. L'any següent, ho tornen a provar amb una nova demo anomenada The Arrival Of The Fimbul Winter. La bona acollida d'aquesta segona fa que el grup aconsegueixi signar el seu primer acord amb una discogràfica, "Pulverized Records" de Singapur.
En 5 dies el grup grava per primera vegada, un MCD titulat "Sorrow Throughout The Nine Worlds", als estudis "Abyss Studio", propietat del líder del grup Hypocrisy, Peter Tägtgren. Una gravació que conté 5 cançons incloent les dues de la demo Arrival Of The Fimbul Winter. Aquest disc surt a la venda l'abril del 1996, que crida l'atenció de diversos segells musicals. Aquell mateix juny el bateria abandona el grup i és reemplaçat per Martin López.
L'èxit aconseguit pel seu primer àlbum els porta a signar un contracte amb el segell Metal Blade Records (Canibal Corpse, Vader, Six Feet Under, ...), on tornen a gravar l'anterior treball i el març del 1997 trauen el seu primer llarga durada : Once Sent From The Golden Hall.
Un mes abans de la seva primera gira el juny de 1998 amb Decide, Six Feet Under i Brutal Truth, el guitarrista Anders Hansson abandona el grup. Aquest és substituït per Johan Södeberg. Un cop acabada la gira és el bateria qui abandona el grup i el substitueix Frederil Andersson.
A finals de Febrer de 1999 el grup inicia la gravació del seu segon àlbum The Avenger, que el tornaran a gravar als estudis "Abyss Studios". La gira per presentar aquest segon àlbum és el X-Mas Massacre Festivals on toquen juntament amb Morbid Angel com a cap de cartell.
Després de la gira, tornen als estudis per a preparar el seu següent àlbum, The Crusher, que es treu al mercat el Març del 2001. I aquesta vegada, per a presentar l'àlbum, inicien una gira amb Marduk i Vader als festivals No Mercy Festivals. Després d'aquesta gira intenten una gira per Amèrica, però els atemptats de l'11-S fan que hagin de posposar la gira per al gener del 2002.
El 2002 el grup participa en diversos concerts, ja sigui la gira americana on són caps de cartell (ja que es denega l'entrada als EUA del cantant del grup cap de cartell, Marduk), una altra gira per Europa amb Vomitory, acabant aquesta ronda de concerts al famós festival Wacken Open Air, on actuen per segona vegada (ara ja als escenaris principals).
Un cop acabats els concerts, el grup es posa altra vegada a treballar amb un nou àlbum, Versus the World, tot i que a uns altres estudis : "Berno Studio" de Malmö, que sortirà al mercat al mateix any 2002.
Després d'aquests discs s'afegeixen noves gires incloent concerts a Israel i Islàndia.
En maig de 2004 el grup anuncia l'entrada als estudis de nou que veuria presentat al setembre de 2004, Fate Of Norns.
El 22 de setembre de 2006 presenten el seu treball With Oden On Our Side, gravat als estudis Fascination Street Studios a Örebro i produït per Jens Bogren.
Amon Amarth han prolongat el contracte amb Metal Blade Records per tres discs més i el següent treball, Twilight of the Thunder God veu la llum el 2008 amb col·laboracions de Lars Göran Petrov d'Entombed, Roope Latvala de Children of Bodom i Apocalyptica.

## Discografia

### Demos
- Thor Arise (1993)
- The Arrival of Fimbul Winter (1994)

### Àlbums
- Once Sent From the Golden Hall (1998)
- The Avenger (1999)
- The Crusher (2001)
- Versus the World (2002)
- Fate of Norns (2004)
- With Oden on our Side (2006)
- Twilight of the Thunder God (2008)
- Surtur Rising (2011)
- Deceiver of the Gods (2013)
- Jomsviking (2016)

### Videografia
- Death in Fire (2003)
- Pursuit of Vikings (2004)
- Wrath of the Norsemen (2006) (3 DVD de concerts al Live Music Hall Köln el 2005, Summer Breeze 2005, Metal Blade, Wacken Open Air 2004.

## Membres

### Actuals
- Fredrik Andersson - bateria
- Johan Hegg - veus
- Johan Söderberg - guitarra
- Olavi Mikkonen - guitarra
- Ted Lundström - baix

### Anteriors
- Anders Hansson - guitarra
- Nico Mehra - bateria
- Martin López - bateria